# Iastrebna, Silistra
Iastrebna (în bulgară Ястребна, în română Atmagea) este un sat în comuna Sitovo, regiunea Silistra, Dobrogea de Sud, Bulgaria. Între anii 1913-1940 a făcut parte din plasa Accadânlar a județului Durostor, România.  

## Demografie
Componența etnică a satului Iastrebna
     Turci (60%)
     Nicio identificare (40%)
     Altele (0%)
La recensământul din 2011, populația satului Iastrebna era de 5 locuitori. Din punct de vedere etnic, majoritatea locuitorilor (60%) erau turci. Pentru 40% din locuitori nu este cunoscută apartenența etnică.

### Recensământul românesc din 1930
Componența etnică a comunei Atmagea (județul Durostor)
     Români (3,14%)
     Bulgari (54,47%)
     Turci (37,91%)
     Tătari (0,18%)
     Romi (4,3%)
Componența confesională a comunei Atmagea
     Ortodocși (56,95%)
     Musulmani (42,38%)
     Adventiști (0,67%)
Conform recensământului efectuat în 1930, populația comunei Atmagea se ridica la 604 locuitori. Majoritatea locuitorilor erau bulgari (54,47%), cu o minoritate de români (3,14%), una de turci (37,91%), una de tătari (0,18%) și una de romi (4,30%). Din punct de vedere confesional, majoritatea locuitorilor erau ortodocși (56,95%), dar existau și musulmani (42,38%) și adventiști (0,67%).